# Helen's Dead
Helen's Dead es una película de comedia y misterio estadounidense de 2023 dirigida por K. Asher Levin con un guion de Amy Brown Carver y una historia que coescribió con Levin. Está protagonizada por Annabelle Dexter-Jones, Tyrese Gibson, Emile Hirsch, Dylan Gelula y Oliver Cooper.

## Reparto
- Annabelle Dexter-Jones como Leila[3]
- Emile Hirsch como Adam[3]
- Dylan Gelula como Addie[3]
- Oliver Cooper como Garret[3]
- Tyrese Gibson como Henry[3]
- Matilda Lutz como Helen[4]
- Beth Dover[4]
- Brian Huskey[5]

## Producción
La fotografía principal tuvo lugar en Santa Fe, Nuevo México, en diciembre de 2021. En febrero de 2022, la película entró en postproducción.

## Estreno
En septiembre de 2023, Screen Media adquirió todos los derechos de distribución en América del Norte y fijó un estreno para el 3 de noviembre de 2023 en los "10 mercados principales".